# Roskilde Ring (motorbane)
 For alternative betydninger, se Roskilde Ring. (Se også artikler, som begynder med Roskilde Ring)
Roskilde Ring var en motorsportsbane i Roskilde, nær byens centrum og jernbanestation. Banen blev åbnet som jordbane i en gammel grusgrav på grundlovsdag, den 5. juni 1955. Kort tid efter blev banen asfalteret og i 1957 blev den udvidet til en længde på 1.400 m.
Der blev kørt store internationale løb på ringen, og i 1961 og 1962 blev der i to tilfælde kørt løb i den prestigefyldte formel 1 klasse med stjerner som Stirling Moss og Jack Brabham. 
I perioden fra 1955 til 1968 blev der i alt afholdt 85 arrangementer på banen, og der blev i alt afholdt 571 forskellige løb. Langt de fleste løb var for biler inden for forskellige klasse, fra formel 1 til standardvogne, men der blev også kørt løb for såvel solomotorcykler som for motorcykler med sidevogn. Derudover blev der afholdt motocrossløb, hvor også bakker og skråninger omkring banen blev taget i anvendelse. Også de netop opstartede go-karts fandt vej til banen, hvortil kommer fire cykelløb og et enkelt løb for traktorer.
I takt med at Roskilde voksede, blev banen omringet af beboelsesejendomme, hvorefter støjproblemerne voksede tilsvarende. Som følge heraf blev motorbanen Roskilde Ring lukket i 1968 og det sidste løb blev afviklet den 22. september 1968.
I dag er Roskilde Ring Park etableret i en del af det område, som Roskilde Ring omfattede.
- Start den 16. august 1958
- Her lå banens store venstresving (Pirellisvinget)